# 克雷西克峰

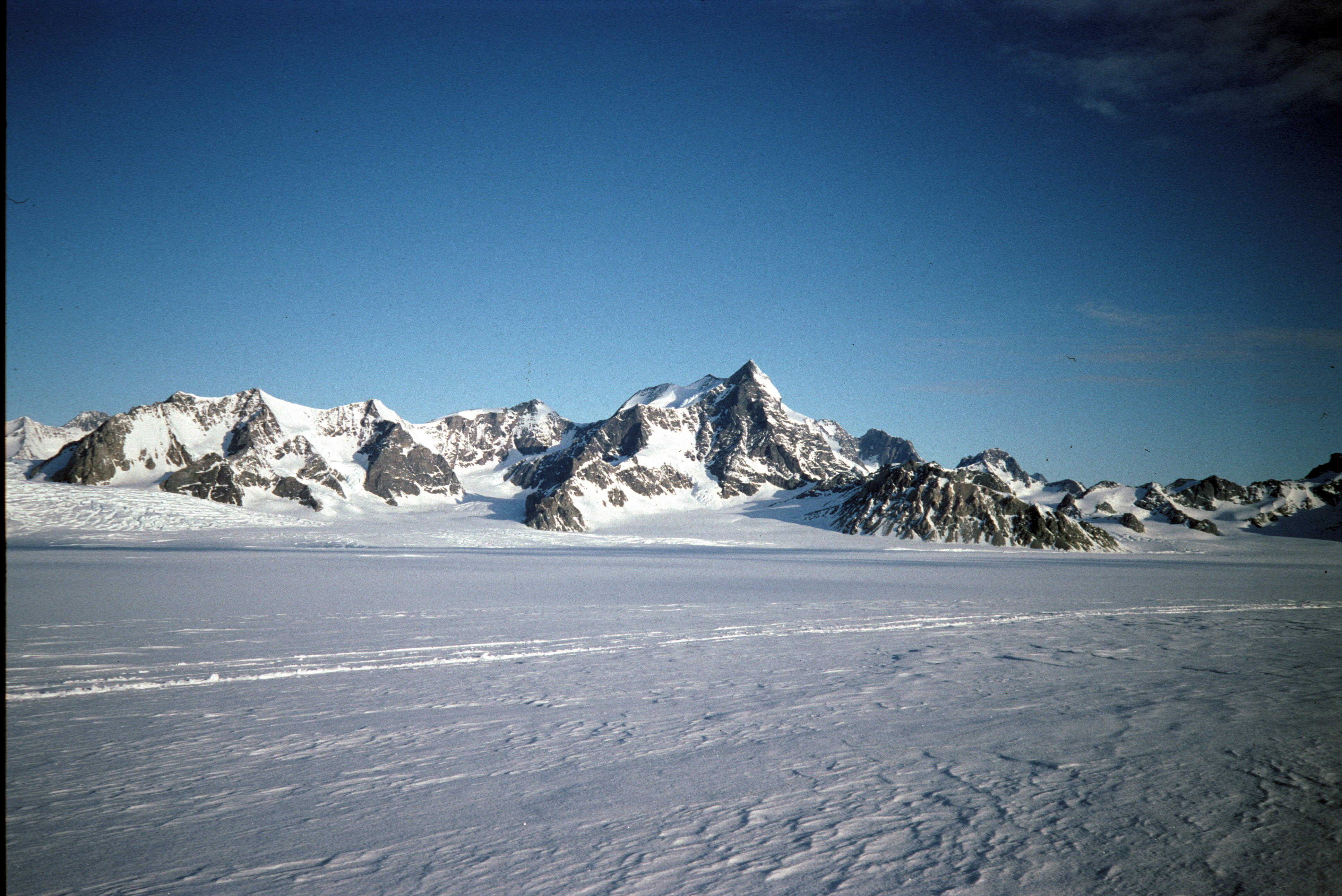
從喬治六世海峽看向克雷西克峰。

克雷西克峰（英語：Creswick Peaks）是南極洲的山峰，位於帕爾默地，處於內斯冰川和米克爾約翰冰川之間的穆爾角東北面，海拔高度1,465米，現時由南極條約體系管理。